# A ciegas
A ciegas és una pel·lícula romàntica de thriller espanyola del 1997 dirigida i escrita per Daniel Calparsoro. El director de la pel·lícula, Daniel Calparsoro, va ser nominat al premi Lleó d'Or a la 54a Mostra Internacional de Cinema de Venècia, però va perdre davant HANA-BI de Takeshi Kitano.

## Argument
La Marrubi (Najwa Nimri) treballa en una tintoreria i ha de suportar els avenços no desitjats del seu cap Clemente (Ramón Barea). Tanmateix, Marrubi també és membre d'ETA amb el seu amant, Mikel (Alfredo Villa). Apunten a un home de negocis ric per un atracament amb la intenció de matar-lo en el procés. Quan la Marrubi dispara deliberadament al seu col·lega en lloc de la víctima prevista, tant ella com en Mikel han de fugir. A la casa de camp d'en Mikel, les coses es compliquen per un altre del seu grup que insisteix que la Marrubi sigui assassinada per la seva traïció. Aconsegueix escapar amb el seu fill però es deixa a dependre de Clemente que la porta a la seva mansió que comparteix amb la seva dona submisa Paquita (Mariví Bilbao). Ha de sobreviure als continus avenços de Clemente mentre segueix sent buscada per les autoritats.

## Repartiment
- Najwa Nimri... Marrubi
- Ramón Barea... Clemente
- Alfredo Villa... Mikel
- Elena Irureta... Aitzpea
- Mariví Bilbao... Paquita